# L'Histoire du péché
Pour plus de détails, voir Fiche technique et Distribution.
L'Histoire du péché (Dzieje grzechu) est un film polonais réalisé par Walerian Borowczyk, sorti en 1975.

## Synopsis
Une adolescente, Ewa, tombe amoureuse d'un jeune homme, Lukasz, en instance de divorce.

## Fiche technique
- Titre : L'Histoire du péché
- Titre original : Dzieje grzechu
- Réalisation : Walerian Borowczyk
- Scénario : Walerian Borowczyk d'après le roman de Stefan Żeromski
- Photographie : Zygmunt Samosiuk
- Montage : Lidia Pacewicz
- Société de production : Przedsiebiorstwo Realizacji Filmów et Zespol Filmowy
- Société de distribution : Tinc Productions (États-Unis)
- Pays :  Pologne
- Genre : Drame
- Durée : 130 minutes
- Dates de sortie : 
  - Pologne : 3 juin 1975
  - France : 1975

## Distribution
- Grażyna Długołęcka : Ewa
- Jerzy Zelnik : Lukasz
- Olgierd Łukaszewicz : le comte Zygmunt Szczerbic
- Roman Wilhelmi : Antoni Pochron
- Marek Walczewski : Plaza-Splawski
- Karolina Lubienska : Mme. Pobratynska
- Zdzisław Mrożewski : M. Pobratynski
- Zbigniew Zapasiewicz : le père Jutkiewicz
- Mieczyslaw Voit : le comte Cyprian Bodzanta
- Marek Bargiełowski : Adolf Horst
- Jadwiga Chojnacka : Leoska
- Władysław Hańcza : Dr. Wielgosinski
- Jolanta Szemberg : Aniela
- Bogusław Sochnacki
- Janusz Zakrzeński : le rédacteur en chef du Tygodnik Naukowy
- Jan Piechocinski : Stanislaw Liwicki
- Henryk Hunko : Batasinski
- Tomasz Lengren : Fajtas

## Distinctions
Le film a été présenté en sélection officielle en compétition au Festival de Cannes 1975.